# Ernst Wagner (Unternehmer)

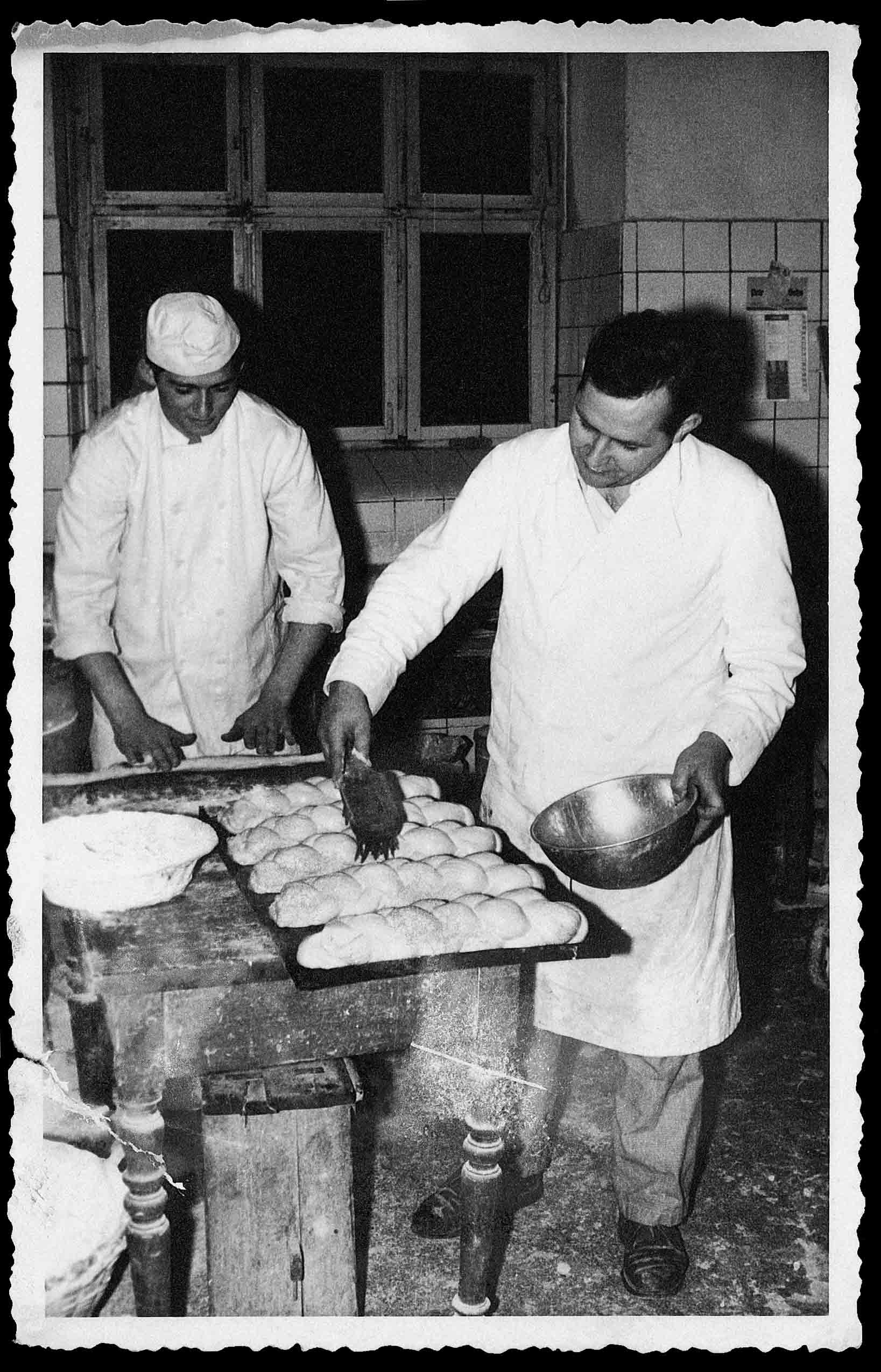
Ernst Wagner, rechts, in seinem Bäckereibetrieb

Ernst Wagner (* 8. März 1929 in  Braunshausen; † 8. Dezember 1999 in Hannover) war ein deutscher Unternehmer, der den Lebensmittelhersteller Wagner Tiefkühlprodukte GmbH, heute Original Wagner Pizza GmbH, gründete und leitete.

## Familie
Wagner war das dritte Kind der Eheleute Richard und Rosa Wagner. Sein Vater war Hüttenbeamter, zusammen mit seiner Frau führte er in Braunshausen nebenberuflich die Gaststätte Peterberger Hof.
Wagner hatte mit seiner Ehefrau Hertha zwei Kinder (Günter, Anette), Beide engagierten sich in der Leitung des Familienunternehmens.

## Wirken als Unternehmer
Nach der kriegsbedingten Beendigung des Besuchs der Oberschule in Hermeskeil lernte Ernst Wagner von Ende 1945 bis Ende 1948 das Bäckerhandwerk. 1952 eröffnete er mit 23 Jahren als jüngster Bäckermeister des Saarlandes im Braunhausener Elternhaus eine Bäckerei. 1958 übernahm er die elterliche Gaststätte, ein Jahr später folgte die Eröffnung eines Lebensmittelgeschäfts. 1960 zerstörte ein Brand den Betrieb, der 1961 in vergrößerter Form wieder eröffnete. Der Peterberger Hof entwickelte sich zu einem Ziel, das der Ausflugs- und Fremdenverkehr ansteuerte, mit 400 bis 500 Bussen pro Jahr.
Vor allem mit gegrilltem Hochwälder Schwenkbraten erzielte sein Haus Bekanntheit. 1968 gründete der Unternehmer die Großbraterei Ernst Wagner. Sie konzentrierte sich auf Herstellung und Vertrieb von Tiefkühlprodukten im Kochbeutel sowie auf Tiefkühlhähnchen und Hochwälder Schwenkbraten. Das Unternehmen startete mit 40 Angestellten. Die Braten der Großbraterei vertrieb er im Handel und in der Gastronomie; die Produktpalette wurde bald um Schnitzel-Varianten erweitert. 1971 etablierte er in seinem Betrieb den Bereich Fernküche, dieser Bereich startete mit 2.400 Frischemenüs täglich. Viele Betriebe im Saarland und in Rheinland-Pfalz wurden mit ihnen beliefert.
1973 begann dieser Bereich auch mit der Herstellung von Pizzen. Die Anregung dazu brachte Ernst Wagner von einem Italien-Urlaub mit. 1977 gründete der Unternehmer die Ernst Wagner GmbH; 1979 schloss er den Bereich Fernküche und konzentrierte sich auf Tiefkühlpizzen.
Der Durchbruch gelang 1985 mit der Erfindung des ersten industriellen Steinbackofens, der unter anderem für einen dünnen und knusprigen Boden sorgte („Steinofen Pizza“). Ein Jahr später wurde dieser Ofen zu einem Durchlaufsteinbackofen fortentwickelt. Ausgehend von dieser Innovation gelang es, zu einem der führenden Hersteller von Tiefkühl-Pizzen in Deutschland aufzusteigen. Neben der Steinofen-Pizza trugen dazu vor allem ab 1995 auch Pizzen nach amerikanischer Art und ab 1996 Mini-Pizzen, „Piccolinis“ genannt, bei. Angaben auf der Verpackung und in Werbespots bezüglich des Herstellungsprozesses der Steinofen-Pizza waren Gegenstand gerichtlicher Verfahren, da der irreführende Eindruck erweckt wurde, die Wagner-Steinofen-Pizza werde in einem traditionellen Ofen direkt auf dem Stein gebacken.
1998, ein Jahr vor dem Tod Wagners, zählte das Unternehmen mit seinen Werken in Braunshausen und Otzenhausen 794 fest angestellte Mitarbeiter. Das von Ernst Wagner gegründete Unternehmen firmiert seit 2013 als Nestlé Wagner und beschäftigt 1900 Mitarbeiter.
Wagner agierte viele Jahre ehrenamtlich als Vorsitzender des Fremdenverkehrsvereins von Braunshausen. Hier bemühte er sich insbesondere um die Verbesserung des touristischen Angebots im nördlichen Saarland.

## Ehrungen
- 1993 erhielt Wagner das Bundesverdienstkreuz am Bande.[1][10]
- Die Gemeinde Nonnweiler machte ihn 1994 zu ihrem Ehrenbürger.[1][27] * 1997 erhielt er die Auszeichnung Goldener Zuckerhut der Lebensmittel Zeitung.[5][14][28]
- 2007 wurden die Dorfstraße und der Kurze Weg in Braunshausen in Ernst-Wagner-Straße umbenannt.[19]